# Cupiennius
Cupiennius, conhecido pelo nome comum de aranhas-de-banana, é um gênero de aranhas araneomorfo na família Trechaleidae, nomeado por Eugène Simon em 1891. Eles são encontrados do México ao noroeste da América do Sul e em algumas ilhas do Caribe . Ao contrário da perigosamente venenosa Phoneutria, as picadas dessas aranhas normalmente têm apenas efeitos menores em humanos e foram comparadas a uma picada de abelha .
Os membros deste género vêm em uma variedade de tamanhos, desde comprimentos de cefalotórax 9 mm (0.35 in) para espécies grandes, com comprimento do cefalotórax de 40 mm (1.6 in) . As espécies maiores às vezes são encontradas longe de suas áreas nativas em carregamentos de frutas, onde são frequentemente confundidas com aranhas Phoneutria .

## Espécies
Desde abril de 2019 contem onze espécies:
- Cupiennius bimaculatus ( Taczanowski, 1874) – Colômbia, Venezuela, Brasil, Guiana, Equador
- Cupiennius chiapanensis Medina, 2006 – México
- Cupiennius coccineus FO Pickard-Cambridge, 1901 – Costa Rica para a Colômbia
- Cupiennius cubae Strand, 1909 – Cuba, Costa Rica à Venezuela
- Cupiennius foliatus FO Pickard-Cambridge, 1901 – Costa Rica, Panamá
- Cupiennius getazi Simon, 1891 ( tipo ) – Costa Rica, Panamá
- Cupiennius granadensis ( Keyserling, 1877) – Costa Rica à Colômbia
- Cupiennius remedius Barth & Cordes, 1998 – Guatemala
- Cupiennius salei (Keyserling, 1877) – México, América Central, Hispaniola
- Cupiennius valentinei ( Petrunkevitch, 1925) – Panamá
- Cupiennius vodou Brescovit & Polotow, 2005 – Hispaniola